# مجموعة مثلثية

المصفوفة المثلثية التي يتكون تسلسلها القطري الأيمن من أرقام بيل

في الرياضيات والحوسبة، المجموعة المثلثية أو المصفوفة المثلثية من الأرقام أو كثيرات الحدود أو ما شابه ذلك، هي تسلسل مزدوج الفهرس حيث يكون كل صف فيه بطول فهرس الصف نفسه فقط. وهذا يعني أن الصف i يحتوي على i عناصر فقط.

## أمثلة
ومن الأمثلة البارزة على ذلك ما يلي:
- مثلث بيل، الذي تحسب أرقامه أقسام المجموعة التي يكون فيها عنصر معين هو أكبر عنصر مفرد [1]
- مثلث كاتالوني، الذي يحسب سلاسل الأقواس المتطابقة [2]
- مثلث أويلر، الذي يحسب التباديل بعدد معين من الصعودات [3]
- مثلث فلويد، الذي تكون مدخلاته عبارة عن جميع الأعداد الصحيحة بالترتيب [4]
- مثلث هوسويا، استنادًا إلى أرقام فيبوناتشي [5]
- مثلث لوزانيتش، المستخدم في الرياضيات الخاصة بالمركبات الكيميائية [6]
- مثلث نارايانا، عد سلاسل الأقواس المتوازنة مع عدد معين من التعشيشات المميزة [7]
- مثلث باسكال، الذي تكون مدخلاته عبارة عن معاملات ثنائية [8]

تسمى أحيانًا المصفوفات المثلثية للأعداد الصحيحة حيث يكون كل صف متماثلًا ويبدأ وينتهي بالرقم 1 مثلثات باسكال المعممة؛ وتشمل الأمثلة مثلث باسكال، وأعداد نارايانا، ومثلث أعداد أويلرية.

## التعميمات
قد تسرد المصفوفات المثلثية قيمًا رياضية غير الأرقام؛ على سبيل المثال، تشكل حدوديات بيل مصفوفة مثلثية حيث يكون كل مدخل في المصفوفة عبارة عن حدوديات.
تم أيضًا النظر في المصفوفات التي ينمو فيها طول كل صف كدالة خطية لرقم الصف (بدلاً من أن يكون مساويًا لرقم الصف).

## التطبيقات
يمكن استخدام طريقة رومبرج لتقدير قيمة تكامل محدد عن طريق استكمال القيم في مثلث الأرقام.
يستخدم تحويل بوستروفيدون مصفوفة مثلثية لتحويل تسلسل عدد صحيح واحد إلى آخر.
بشكل عام، يتم استخدام المصفوفة المثلثية لتخزين أي جدول مفهرس بواسطة عددين طبيعيين حيث j ≤ i .

## الفهرسة
يتطلب تخزين مصفوفة مثلثية في جهاز كمبيوتر تعيينًا من الإحداثيات ثنائية الأبعاد (i, j) إلى عنوان ذاكرة خطي. إذا كان من المقرر تخزين مصفوفتين مثلثيتين متساويتين في الحجم (كما هو الحال في تحلل LU)، فيمكن دمجهما في مصفوفة مستطيلة قياسية. إذا كان هناك مصفوفة واحدة فقط، أو يجب إضافتها بسهولة، يمكن تخزين المصفوفة حيث يبدأ الصف i عند الرقم المثلثي Ti. تمامًا مثل المصفوفة المستطيلة، يلزم إجراء عملية ضرب واحدة للعثور على بداية الصف، ولكن هذه العملية هي لمتغيرين ( i*(i+1)/2 )، لذا فإن بعض التحسينات مثل استخدام تسلسل من التحولات والإضافات غير متاحة.

## روابط خارجية
- إيريك ويستاين، Number Triangle، ماثوورلد Mathworld (باللغة الإنكليزية).